# Manettia schumanniana
Manettia schumanniana är en måreväxtart som beskrevs av Thomas Archibald Sprague. Manettia schumanniana ingår i släktet Manettia och familjen måreväxter. Inga underarter finns listade i Catalogue of Life.